# Triumph Bonneville T120
La T120 è stato il primo modello di motocicletta facente parte della serie denominata Bonneville, prodotto dalla casa inglese Triumph dal 1959 al 1975.

## Il contesto
Al modello venne assegnata la denominazione "Bonneville" dal nome dal famoso Bonneville Salt Flats, il lago salato dove si svolgevano i tentativi per conseguire i record di velocità. 
L'attribuzione di tale nome, fu una sorta di rivendicazione dei due record assoluti di velocità raggiunti, nel 1955 e 1956, dal pilota Johnny Allen in sella alla "The devil arrow", una streamlining motorizzata Triumph con carenatura a siluro. Tali record, pur realizzati alla presenza della stampa e con cronometristi ufficiali, non vennero omologati dalla FIM, in quanto non svolti sotto il controllo dei suoi delegati.

## La moto
La versione iniziale, erede della Tiger T110, è equipaggiata da un motore a 4 tempi bicilindrico frontemarcia da 650cm³ raffreddato ad aria, con due carburatori (la Tiger ne aveva uno solo) e dispone di 46 CV di potenza massima. Le prime versioni (fino al 1963) sono dotate di cambio a 4 rapporti con comando a pedale separato dal motore, mentre le versioni successive hanno il cambio in blocco (i cosiddetti motori "unit"). L'impianto frenante è con tamburi.
Divenne famosa tra gli appassionati anche per aver fornito il propulsore per la costruzione delle Triton (con telaio Norton) e delle Tribsa (con telaio BSA), tra le motociclette personalizzate più desiderate del tempo. Il nome Triton derivava, infatti, da Triumph (che forniva il propulsore) e Norton (che produceva il telaio realizzato a mano).
La T120 fu l'ultima moto disegnata da Edward Turner per la Triumph (prima di ritirarsi Turner disegnò in seguito la Triumph Bandit e la BSA Fury, due bicilindriche bialbero di 350 cm³ che non fecero in tempo ad uscire dalla fase prototipale a causa della messa in liquidazione della BSA).
Venne lanciata nel 1959 dalla Triumph come "la miglior motocicletta nel mondo" ed era stata concepita principalmente per il ricco mercato statunitense dove venivano richieste extra performance.